# Xu Beihong
Xu Beihong en Chino: 徐悲鴻; Wade-Giles: Hsü Pei-hung; (Jiangsu, 19 de julio de 1895-Pekín, 26 de septiembre de 1953), también conocido como Ju Péon fue un pintor chino.
Conocido sobre todo por sus pinturas en tinta china de caballos y pájaros, fue uno de los primeros artistas chinos en articular la necesidad de expresiones artísticas que reflejaran una China moderna a principios del siglo XX. También se le consideraba uno de los primeros en crear óleos monumentales con temas épicos chinos, una muestra de su gran dominio de una técnica artística occidental esencial. Fue uno de los cuatro pioneros del arte moderno chino que se ganaron el título de "Los Cuatro Grandes Presidentes de la Academia".

## Biografía

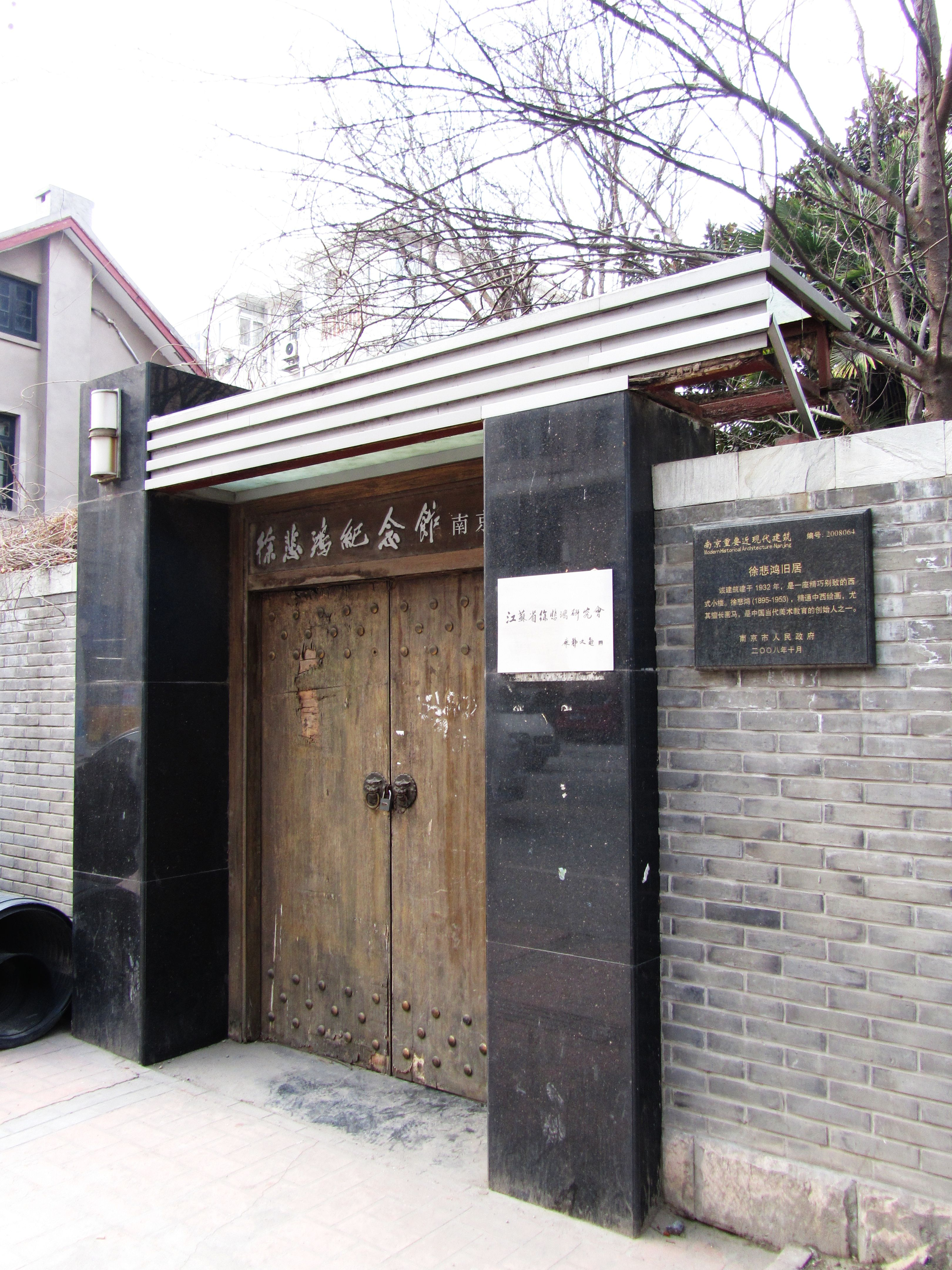
Antigua residencia de Xu Beihong en Nankín.

Xu nació el 19 de julio de 1895 en Yixing, Jiangsu, a finales de la dinastía Qing. Empezó a estudiar obras clásicas chinas y caligrafía con su padre, Xu Dazhang, que era profesor en una escuela privada, a los seis años, y pintura china a los nueve. Beihong procedía de la zona rural de Yixing, en la provincia de Jiangsu. Empezó desde cero y al final se convirtió en una figura conocida en el mundo gracias a sus aportaciones en la industria del arte.
En 1915 se trasladó a Shanghái, donde se ganó la vida con trabajos comerciales y privados. En 1916, Xu ingresó en la Universidad de Fudan para aprender francés. En 1917 viajó a Tokio para estudiar arte. Cuando regresó a China, empezó a dar clases en la escuela de Arte de la Universidad de Pekín, invitado por Cai Yuanpei. Xu obtuvo una beca en la prestigiosa Escuela Nacional Superior de Arte de París en el año 1919. Estudió y viajó por Europa durante más de una década y se inspiró principalmente en las tradiciones clásicas del arte y la cultura europeos, lo que le ayudó a incorporar elementos de creatividad e innovación mejorados en sus obras. 
A partir de 1919, Xu estudió en el extranjero en París en la École Nationale Supérieure des Beaux-Arts, donde estudió pintura al óleo y dibujo. Fue conocido como Ju Peon mientras estudiaba en París. Su pintura se ha exhibido en diversas plataformas y ha servido de aprendizaje para comprender lo que ocurrió durante la primera época en relación con la industria artística china.
Sus viajes por Europa Occidental le permitieron observar y aprender las técnicas artísticas occidentales. Xu Beihong seguía escribiendo regularmente para el Daily University de la Universidad de Pekín, que trataba temas más amplios que la política universitaria. Xu abordó temas de arte e historia del arte y en 1920 publicó una revista universitaria de arte llamada Miscelánea de Pintura.

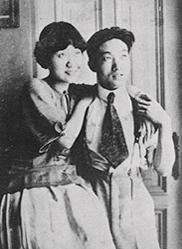
Xu Beihong y Jiang Biwei

Él y su compañera Jiang Biwei regresaron a China en 1927 y, de 1927 a 1929, obtuvo varios puestos en instituciones en China, incluida la enseñanza en la Universidad Nacional Central (ahora Universidad de Nankín) en la antigua ciudad capital de Nankín.
En 1933, Xu organizó una exposición de pintura china moderna que viajó a Francia, Alemania, Bélgica, Italia y la Unión Soviética. Estudió y viajó por Europa durante más de una década y se inspiró principalmente en las tradiciones clásicas del arte y la cultura europeos, lo que le ayudó a incorporar elementos de creatividad e innovación mejorados en sus obras. A través de su obra, los occidentales han tenido la oportunidad de conocer y comprender la cultura china, que les ha parecido interesante.
Durante la Segunda Guerra Mundial, Xu viajó al sudeste asiático, realizando exposiciones en Singapur e India. Todos los beneficios de estas exposiciones se destinaron al pueblo chino que sufría a causa de la guerra.
Después de la fundación de la República Popular China en 1949, Xu se convirtió en presidente de la Academia Central de Bellas Artes y presidente de la Asociación de Artistas de China. Xu Beihong era un maestro tanto del óleo como de la tinta china. Sin embargo, la mayoría de sus obras eran de estilo tradicional chino. Xu beihong tenía una técnica libre del pincel en sus obras; también creía que la pintura debía ser más real y ser más comprendida por la gente.
En sus esfuerzos por crear una nueva forma de arte nacional, combinó las técnicas chinas de pincel y tinta con la perspectiva y los métodos de composición occidentales. Integró pinceladas firmes y audaces con el delineado preciso de la forma. Como profesor de arte, abogó por la subordinación de la técnica a la concepción artística y destacó la importancia de las experiencias vitales del artista. De todos los pintores de la era moderna, puede decirse sin temor a equivocarse que Xu es el pintor más responsable de la dirección tomada en el mundo del arte chino moderno. En la pintura de Beihong en 1949 y la influencia específica que tiene tanto en el arte como en la política. Es evidente que el arte de Xu tenía como objetivo crear una imagen para que los espectadores comprendieran los diversos acontecimientos que ocurrían en China. No obstante, la obra de Xu también podría utilizarse para comprender no sólo los acontecimientos sociales, sino también los políticos, concretamente en la Nueva China. Las políticas promulgadas por Xu a principios de la era comunista siguen controlando no sólo la política oficial del gobierno hacia las artes, sino también la dirección general que se toma en las diversas escuelas de arte y universidades de toda China.
Xu disfrutó del apoyo masivo de coleccionistas de arte de toda Asia. Entre 1939 y 1941, realizó exposiciones individuales en Singapur, India y Malaya (Penang, Kuala Lumpur e Ipoh) para ayudar a recaudar fondos para la guerra en China. En una exhibición benéfica de guerra en marzo de 1939, Xu realizó una exhibición grupal con los maestros de pintura con tinta china Ren Bonian y Qi Baishi, y exhibió 171 obras de arte en el Victoria Memorial Hall.
También conoció a Rabindranath Tagore y Mahatma Gandhi durante su estancia en la India, y se inspiró en ellos para crear obras emblemáticas como el cuadro de 4,21 m de ancho El viejo loco que removió las montañas, expuesto en el Museo de Arte de Singapur (SAM). Obras como After a Poem of the Six Dynasties, Portrait of Ms Jenny y Put Down Your Whip también fueron creadas durante sus estancias en el Sudeste Asiático. El director del SAM, Kwok Kian Chow, mencionó que el nombre de Xu encabeza la lista del arte realista moderno asiático, y sus conexiones con diversas partes de Asia y Europa abrieron un nuevo capítulo de narraciones históricas, intercambios e influencias de estéticas e ideas en el arte.

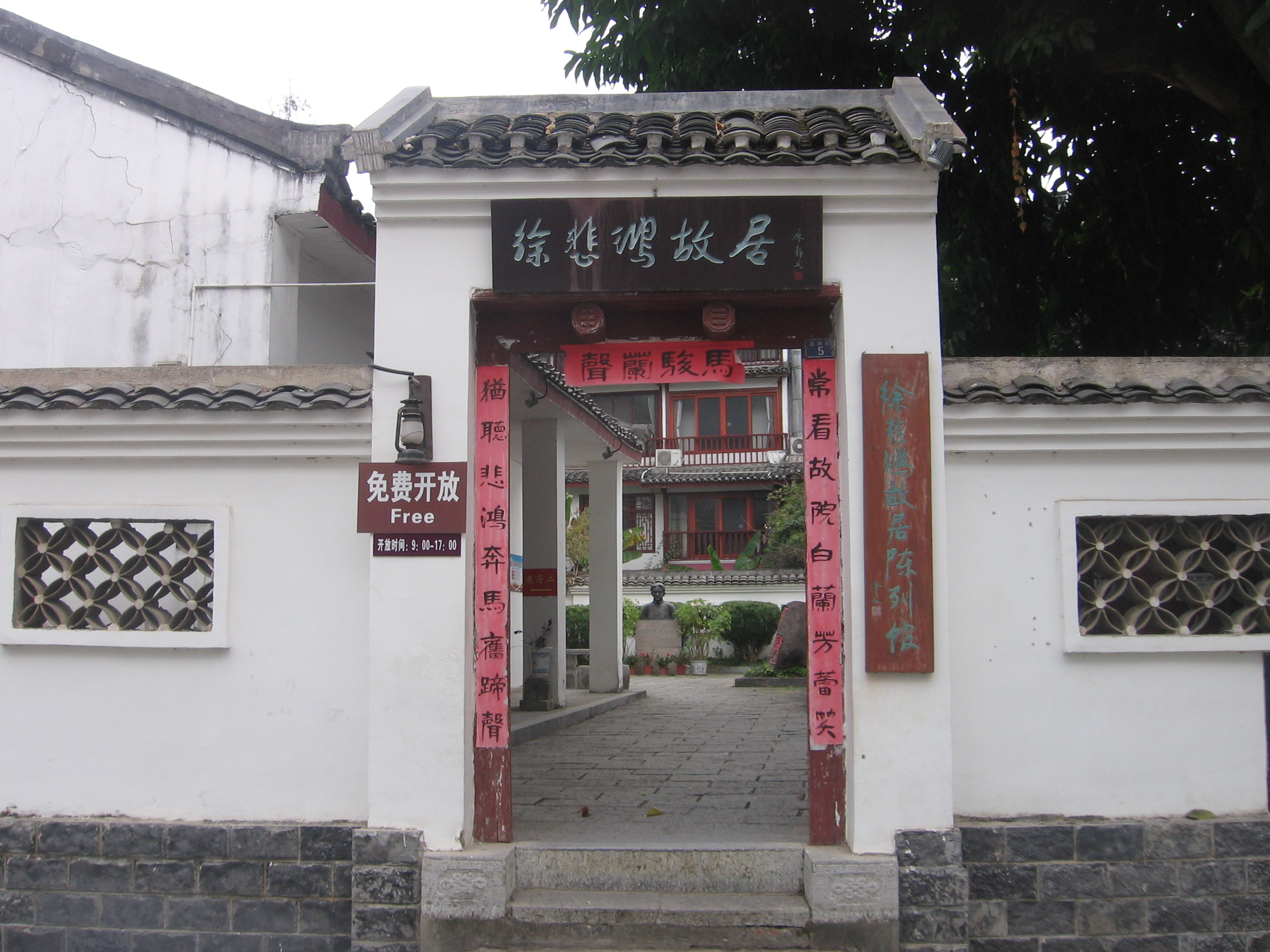
Antigua residencia de Xu Beihong en Yangshuo.

Xu desarrolló nuevas técnicas de artes visuales y una estética internacional, en un intento de reinventar el arte chino. De hecho, la influencia de Xu se extiende más allá de China a principios del siglo XX. Muchos artistas notables de Singapur, como Chen Wen Hsi, Lee Man Fong y Chen Chong Swee, le consideraban un mentor y un digno coetáneo, pues compartían el deseo de Xu de observar de cerca la naturaleza e inyectar realismo a la pintura china.
Xu murió de un derrame cerebral en 1953. Después de su muerte, su esposa Liao Jingwen estableció un Museo Conmemorativo Xu Beihong en su casa en Beijing.

### Disputa familiar
En 2008, dos jarrones de cerámica creados por Xu Beihong programados para una exposición de arte en Singapur suscitaron la atención de los medios de comunicación locales. Estallaron disputas familiares por las ventas y los beneficios de los jarrones, que desembocaron en disputas legales entre los descendientes de los Huang y el Museo de Arte de Singapur. Los coleccionistas de arte singapurenses, Huang Man Shi y Huang Meng Gui, eran famosos por apoyar a Xu Beihong. Los jarrones, de 18 cm de altura, fueron realizados en la década de 1940, con el título Bailarinas malayas y orquídea, iban a mostrarse en una exposición comisariada por Jack Bonn en colaboración con el Museo de arte de Singapur, "Xu Beihong en Nanyang", como atribución al difunto abuelo y a su tío abuelo por los periodos en que Xu fue huésped en la finca de su abuelo. Estos objetos fueron devueltos, ya que las rencillas entre algunos miembros de la familia provocaron el fracaso y la cancelación de la subasta. El Museo mantuvo que desconocía las implicaciones legales que rodeaban a los objetos. Miembros de la familia Huang se adhirieron a la devolución de los artefactos a sus "propietarios originales", en 2009.

### Controversia
El hijo de Xu, Xu Boyang, firmó una declaración jurada en la que afirmaba que un retrato desnudo que se había encontrado era de su madre, Jiang Biwei. El cuadro se vendió por unos 11 millones de dólares en 2010 en Beijing Jiuge Auctions. Tras la venta, se afirmó que el cuadro no era de Xu Beihong, sino una obra creada en 1983 por un estudiante de la Academia Central de Bellas Artes.

## Galería
- Orquídea (orched) (c. 1940)
Tamaño: 14 cm
Téctica: Óleo sobre cerámica
Colección: Colección particular.
- Retrato de la Sra. Jenny (1939)
Tamaño: desconocido
Técnica: Óleo sobre lienzo

Una bailarina de danza cantonesa de Singapur por encargo del entonces vicecónsul de Bélgica en Singapur.
- Retrato de joven dama (1940)
Tamaño: 82x54 cm
Técnica: Óleo sobre lienzo

Este retrato, realizado en JiangXia Tang (江夏堂), en Singapur, es de Christina Li HuiWang, que se convirtió en la primera esposa del magnate asiático Loke Wan Tho.
- Retrato de la señora Cheng (1941)
Tamaño: 79,5 x 65 cm
Técnica: Óleo sobre tabla

Pintado por Xu en Ipoh, cuando Cheng tenía 92 años y era la madre de Cheong Chee (1885-1954), un rico empresario de minas de estaño chino y filántropo en Malaya.
- Liao Jingwen (1943)
Tamaño: desconocido
Técnica: Tinta sobre papel

La pintura de Liao Jingwen terminó en 1943 cuando Liao acababa de comenzar a trabajar para Xu en la Academia de Arte de China.

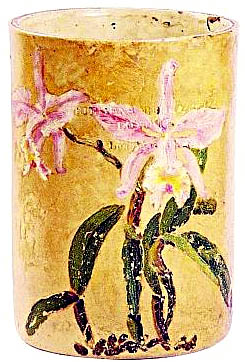
Orquídea (orched) (c. 1940) Tamaño: 14 cm Téctica: Óleo sobre cerámica Colección: Colección particular.
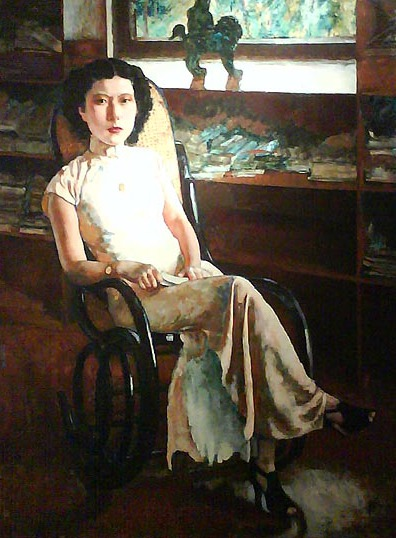
Retrato de la Sra. Jenny (1939) Tamaño: desconocido Técnica: Óleo sobre lienzo Una bailarina de danza cantonesa de Singapur por encargo del entonces vicecónsul de Bélgica en Singapur.
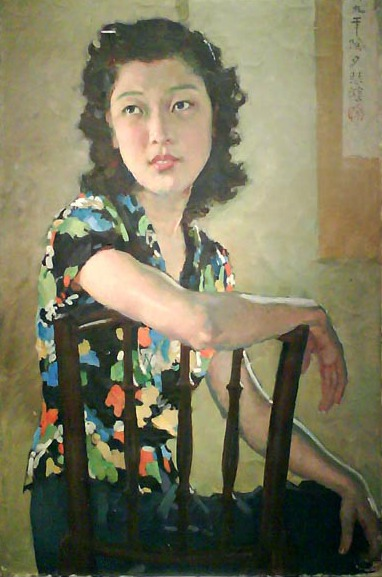
Retrato de joven dama (1940) Tamaño: 82x54 cm Técnica: Óleo sobre lienzo Este retrato, realizado en JiangXia Tang (江夏堂), en Singapur, es de Christina Li HuiWang, que se convirtió en la primera esposa del magnate asiático Loke Wan Tho.
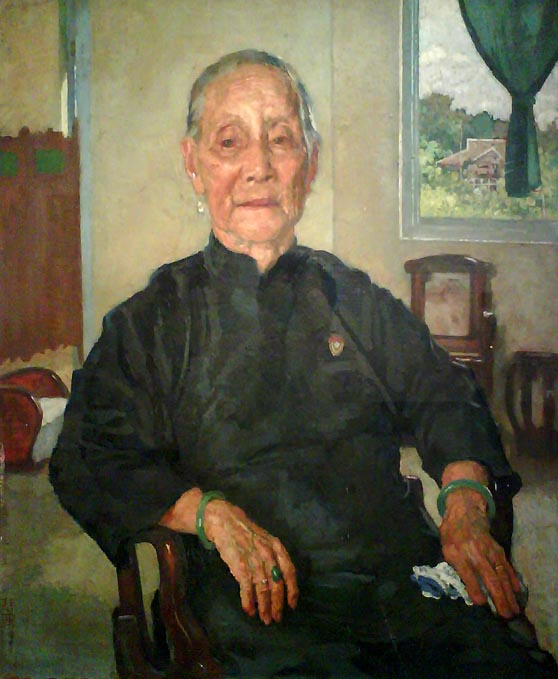
Retrato de la señora Cheng (1941) Tamaño: 79,5 x 65 cm Técnica: Óleo sobre tabla Pintado por Xu en Ipoh, cuando Cheng tenía 92 años y era la madre de Cheong Chee (1885-1954), un rico empresario de minas de estaño chino y filántropo en Malaya.
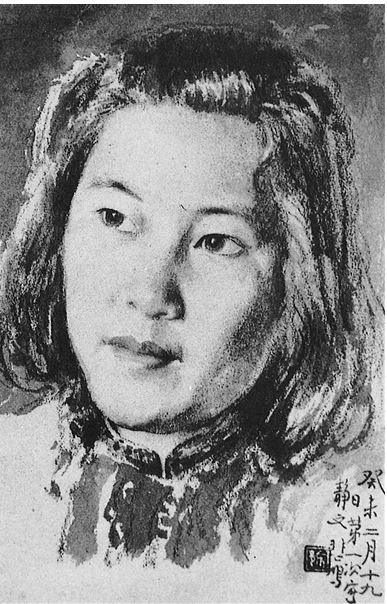
Liao Jingwen (1943) Tamaño: desconocido Técnica: Tinta sobre papel La pintura de Liao Jingwen terminó en 1943 cuando Liao acababa de comenzar a trabajar para Xu en la Academia de Arte de China.
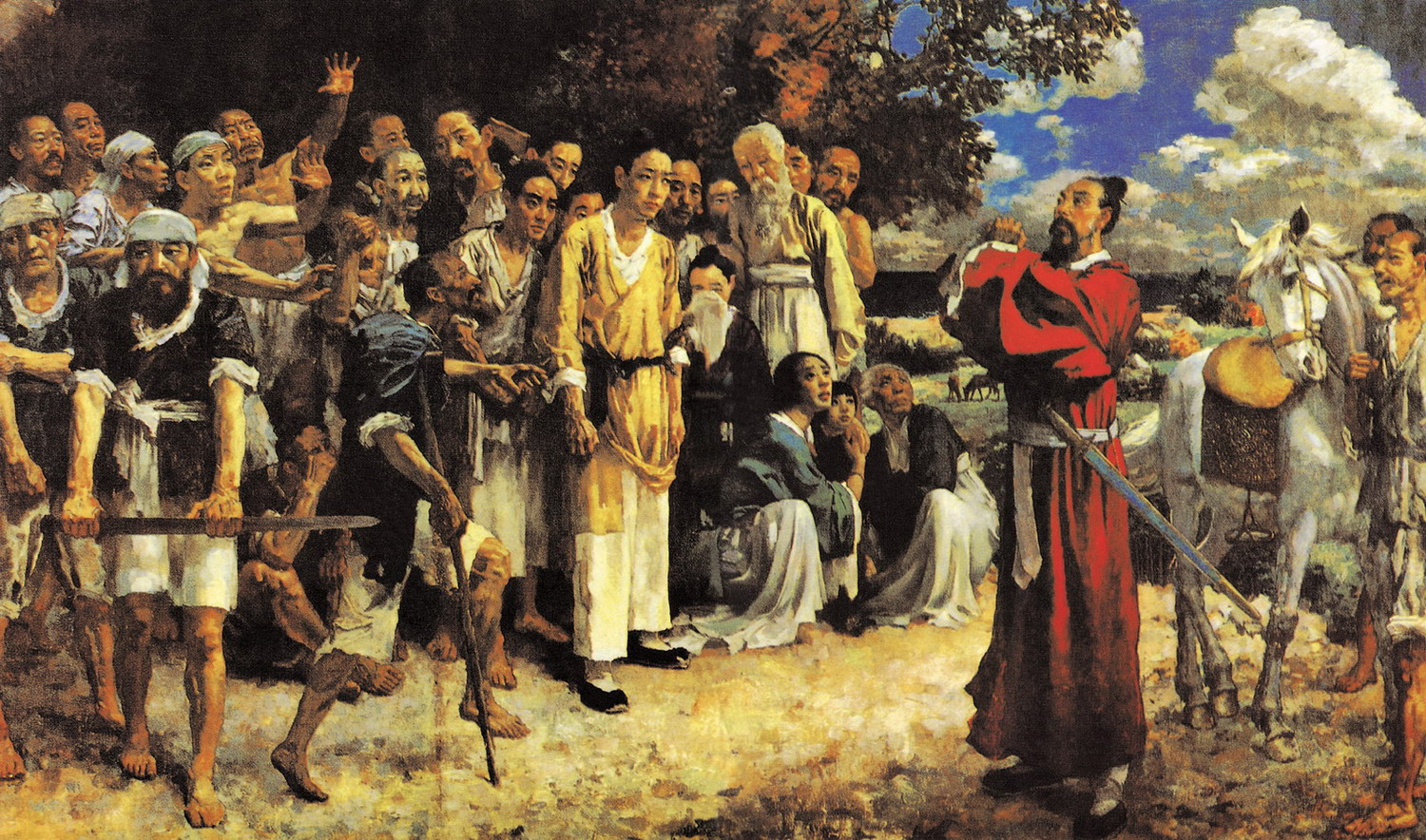
Dian Heng y los quinientos héroes (1930)

## Vida personal
Xu Beihong fue a Japón a estudiar arte en 1917. Jiang Biwei, que ya estaba prometida a otro hombre, se fue con él a Japón sin el consentimiento de su familia. Su familia dijo que había muerto para ocultar su vergüenza. En 1927, Xu Beihong y Jiang Biwei tuvieron un hijo y una hija. Tres años después, Xu Beihong mantuvo una relación amorosa con su alumna Sun Duoci. El romance terminó con la intervención de Jiang Biwei, pero el daño a su matrimonio estaba hecho. Este relato se cuestiona en una biografía escrita por la posterior esposa de Xu Beihong: Liao Jingwen afirma que no hubo ninguna relación impropia entre Xu Beihong y la estudiante. Continúa describiendo cómo Jiang Biwei mantenía ella misma una aventura con el funcionario casado Zhang Daofan. Fue Zhang quien sugirió que Xu había tenido una relación impropia para hundir aún más a la pareja. Sin embargo, finalmente su dolorosa relación de 20 años terminó con el divorcio en 1945. En 1942, Xu Beihong tomó como amante a Liao Jingwen, una bibliotecaria que se ocupaba de su vida; se casaron en 1946 y él murió en 1953. Tuvieron un hijo y una hija. 

## Reconocimientos
En 2013 se emitió en la televisión china una serie de televisión histórica de 24 episodios producida en Hebei que narraba la vida de Xu desde su juventud hasta 1949.